# Baldassare Boncompagni
Pour les articles homonymes, voir Boncompagni.
Baldassarre Boncompagni-Ludovisi, parfois francisé en Balthazar Boncompagni, (Rome 10 mai 1821 - Rome 13 avril 1894), prince de Piombino, est un historien italien spécialisé dans l'histoire des mathématiques.

## Biographie
Baldassare Boncompagni a édité le bulletin de bibliographie et d'histoire des sciences mathématiques et physique de 1878 à 1887 (Bullettino di bibliografia e di storia delle scienze matematiche e fisiche). C'est le premier périodique italien à être entièrement consacré à l'histoire des mathématiques. Il a aussi participé à la première édition moderne du célèbre livre de Fibonacci : Liber Abaci.
Il est apparenté avec  le pape Grégoire XIII.

## Œuvres
- Lettres inédites de Joseph Louis Lagrange à Leonhard Euler, publiées par Baldassare Boncompagni, 1877.

- (it) Recherches sur les integrales définies, in Journal für die reine und angewandte Mathematik, 1843, XXV, p. 74–96.
- (it) Intorno ad alcuni avanzamenti della fisica in Italia nei secoli XVI e XVII, in Giornale arcadico di scienze, lettere ed arti, 1846, CIX, p. 3–48. (en ligne).
- (it) Della vita e delle opere di Guido Bonatti, astrologo e astronomo del secolo decimoterzo, Rome, 1851.
- (it) Delle versioni fatte da Platone Tiburtino, traduttore del secolo duodecimo, in Atti dell'Accademia Pontificia dei Nuovi Lincei, 1850-51, IV, p. 247–286.
- (it) Della vita e delle opere di Gherardo Cremonese, traduttore del secolo decimosecondo, e di Gherardo da Sabbioneta (it), astronomo. del secolo decimoterzo, in Atti dell'Accademia Pontificia dei Nuovi Lincei, 1850-51, IV, p. 387–493.
- (it) Della vita e delle opere di Leonardo Pisano, matematico del secolo decimoterzo, in Atti dell'Accademia Pontificia dei Nuovi lincei, 1851-52, V, p. 208–245.
- (it) Intorno ad alcune opere di Leonardo Pisano, Rome: tipografia delle belle arti, 1854 (en ligne).
- (it) Opuscoli di Leonardo Pisano, pubblicati da Baldassarre Boncompagni secondo la lezione di un codice della Biblioteca Ambrosiana di Milano, Firenze, 1856.
- (it) Trattati d'aritmetica pubblicati da Baldassarre Boncompagni, I, Algoritmi de numero Indorum; II, Ioannis Hispalensis liber Algoritmi de practica arismetice, Rome, 1857.
- (it) Scritti di Leonardo Pisano, matematico, pubblicati da Baldassarre Boncompagni, 2 vol., Rome, 1857-62.
- (it) Bullettino di bibliografia e di storia delle scienze matematiche e fisiche, tomes I-XX, Rome, 1868-1887.